# Scheermühle (Thannhausen)

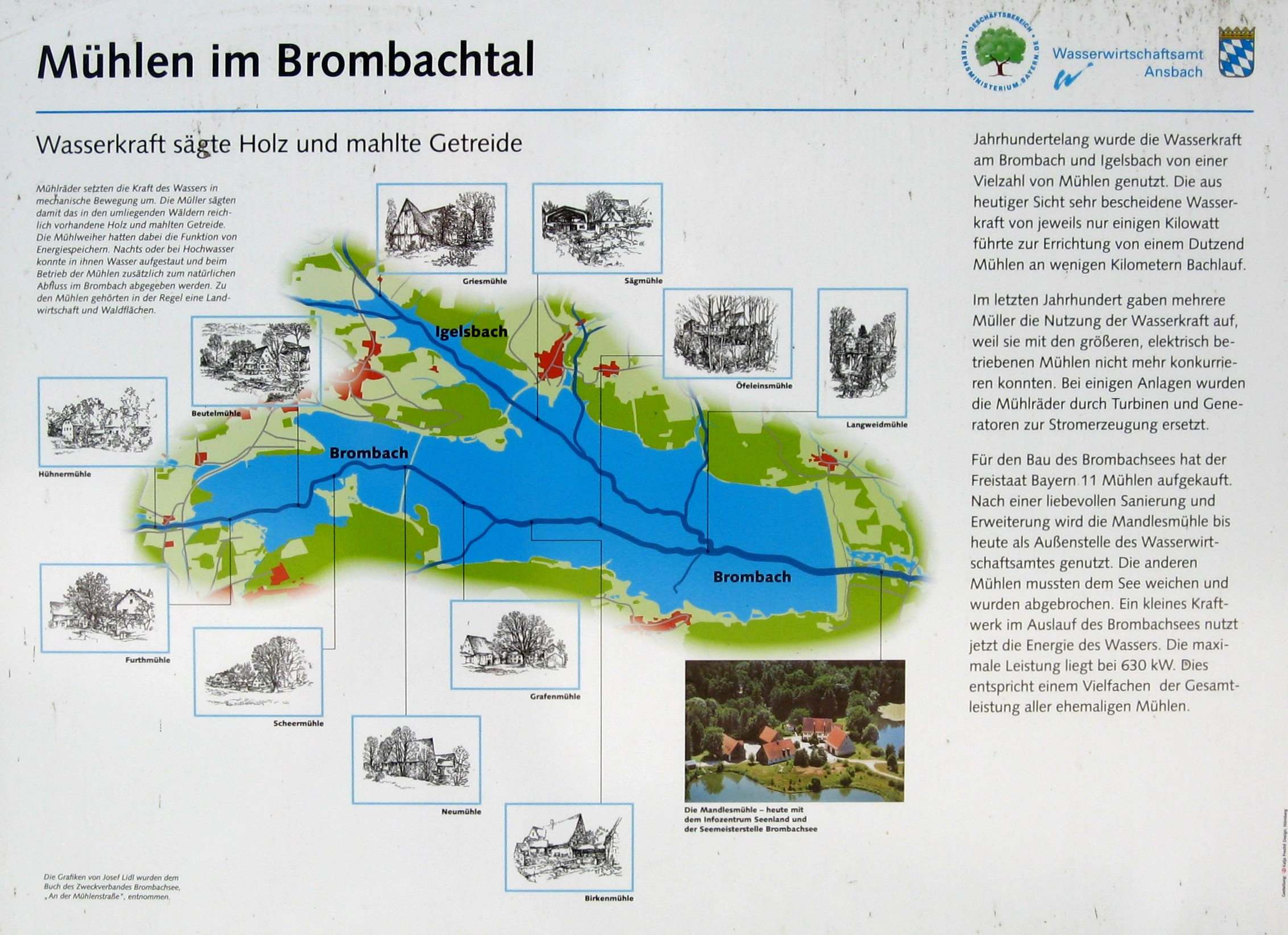
Infotafel am Nordufer des Brombachsees zu den abgegangenen Mühlen

Die Scheermühle ist eine abgegangene Mühle auf dem Gebiet der damaligen Gemeinde Thannhausen im früheren mittelfränkischen Landkreis Gunzenhausen. Heute gehört das Gebiet zur Gemeinde Pfofeld (Landkreis Weißenburg-Gunzenhausen).

## Lage
Die Scheermühle lag am Brombach südlich von Absberg im Bereich des heutigen Kleinen Brombachsees und nördlich des heutigen Naturschutzgebietes „Halbinsel im Kleinen Brombachsee.“ Benachbarte, ebenfalls durch den Bau des Stausees abgegangene Mühlen waren die  Beutelmühle und die Neumühle. Die Scheermühle lag unmittelbar an der von Gunzenhausen nach Spalt führenden Kreisstraße.

## Geschichte
1309 wird die Mühle erstmals erwähnt, als am 24. Dezember dieses Jahres Leupold von Absberg unter anderem „seine Mühle, genannt die Scharre“ mit ihrem Weiher an die Deutschordenskommende Ellingen verkaufte. Im Folgejahr, am 25. Juli 1310, wird die „Schaere“ im Zusammenhang mit dem Verkauf der benachbarten Neumühle an der „Pramach“ durch Chunrat von Absberg an den Deutschen Orden noch einmal genannt. Der Ortsnamenforscher Robert Schuh nennt zwei mögliche Deutungen: „Mühle beim scherenförmigen Zusammenfluss zweier Bäche“ (das wären der Röthenhofer Bach und der Brombach) oder „Mühle bei einer scherenförmigen Flur.“
An die Kommende Ellingen war die „Schermühl“ spätestens seit dem frühen 17. Jahrhundert (Beleg von 1608) vogt- und gültbar; die Fraisch war nach einem Beleg von 1612 zwischen dem Deutschen Orden und dem markgräflich-ansbachischen Amt Gunzenhausen strittig. Für 1732 erfährt man, dass die dem Deutschen Orden in Ellingen gehörende Mühle nach Absberg gepfarrt ist und der Zehnt der dortigen Pfarrei gehört; die Vogtei inner Ettern wird vom Deutschen Orden in Ellingen wahrgenommen, während die hohe Fraisch nunmehr eindeutig beim markgräflichen Oberamt Gunzenhausen liegt.
1792 wurde die Einöde mit dem Markgrafentum Ansbach preußisch. Am Ende des Heiligen Römischen Reichs ging die Scheermühle mit dem ehemaligen Fürstentum Ansbach infolge des Reichsdeputationshauptschlusses 1806 an das neue Königreich Bayern über, wo die Einöde im Landgericht/Rentamt Gunzenhausen ab 1808 dem Steuerdistrikt Absberg, ab 1811 der Ruralgemeinde Absberg und ab 1818 der Ruralgemeinde Thannhausen eingegliedert war.
Von den Mühlenbetreibern sind aus dem Lauf der Jahrhunderte mehrere bekannt. 1326 wird ein „Chunr(at) der Wag(ner) vo(n) der Scher“ genannt, 1565 Hans Biettenfelder, 1606 Leonhard(t) Apel mit Ehefrau Catarina und 1667 Georg Auppel. 1797 übernahm der Müller Adam Leykauf die Mühle samt der dazugehörenden Landwirtschaft von seinem Vater Georg Michael Leykauf für 4800 Gulden. Seit 1841 betrieb die Familie Rupp die Mühle, bis das Anwesen durch den Freistaat Bayern zum Bau des Kleinen Brombachsees in den 1970er/1980er Jahren aufgekauft wurde. Bis dahin betrieben als letzte Besitzer die Eheleute Friedrich und Frieda Rupp die Landwirtschaft des Mühlenanwesens.

### Einwohnerzahlen
- 1818: 9 Einwohner[10]
- 1824: 9 Einwohner, 1 Anwesen[10]
- 1861: 9 Einwohner, 3 Gebäude[11]
- 1929: 9 Einwohner[12]
- 1950: 18 Einwohner, 2 Gebäude[10]
- 1961: 9 Einwohner, 1 Wohngebäude[13]
- 1979: 9 Einwohner[6]